# ممر السحب

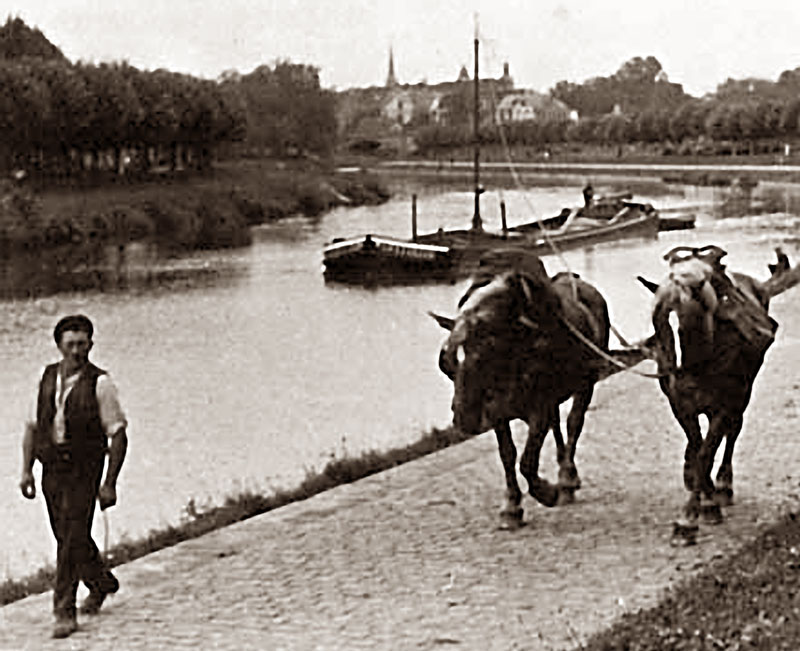
ممر سحب قيد الاستخدام على قناة Finow في ألمانيا.

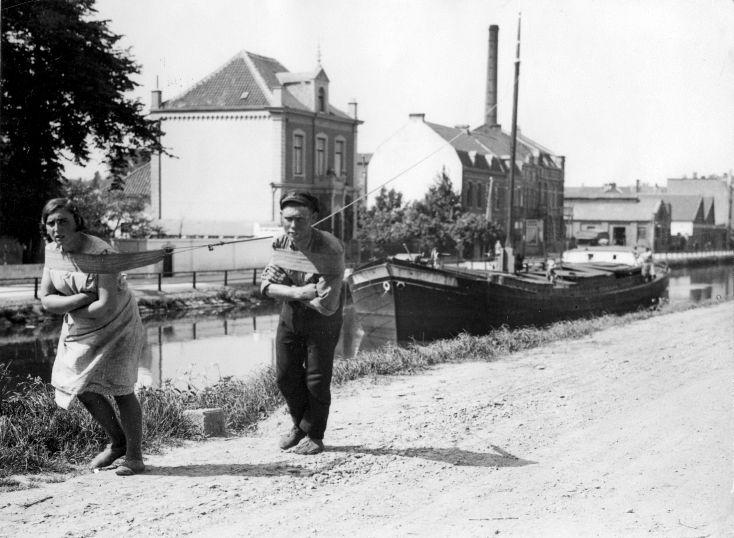
رجل وامرأة يسحبان مركباً في هولندا عام 1931

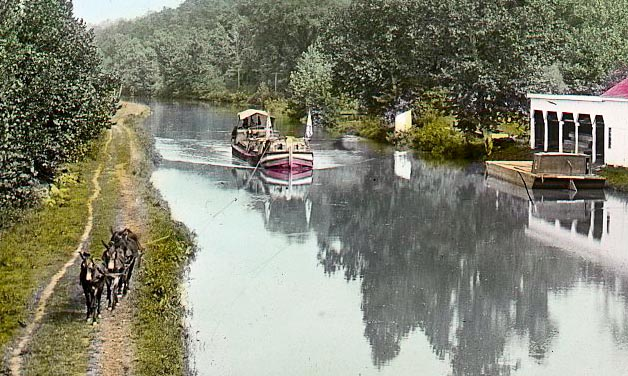
بغال تسحب قارباً على قناة تشيسابيك وأوهايو.

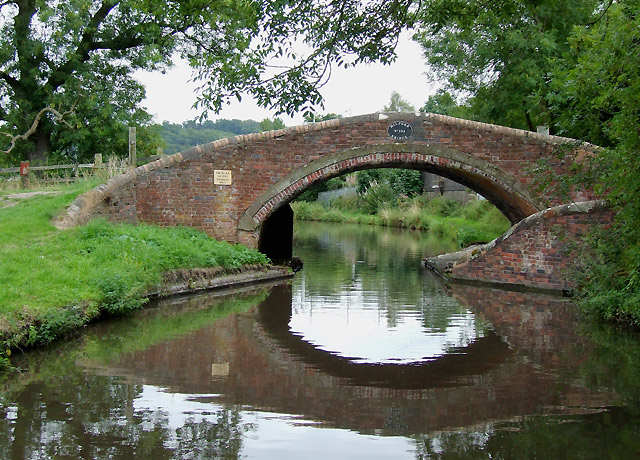
جسر حلزوني على قناة ستافوردشاير و ورشيسترشاير الإنكليزية. مهمة الجسر تغيير مسار السحب إلى الضفة الأخرى من القناة دون الحاجة لحل حبل الحصان

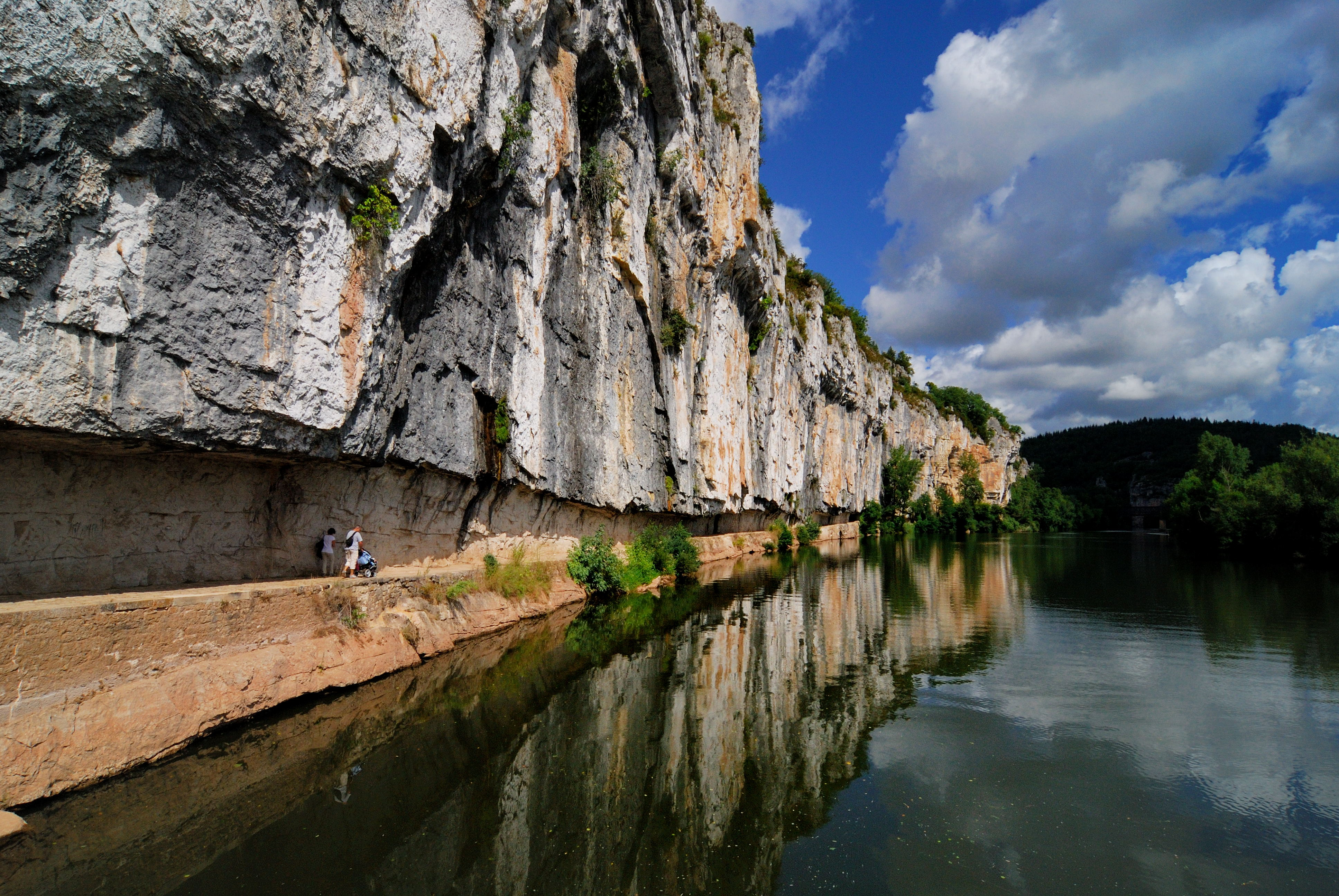
ممر مقطوع في الصخر بجانب نهر لوت في جنوب غرب فرنسا

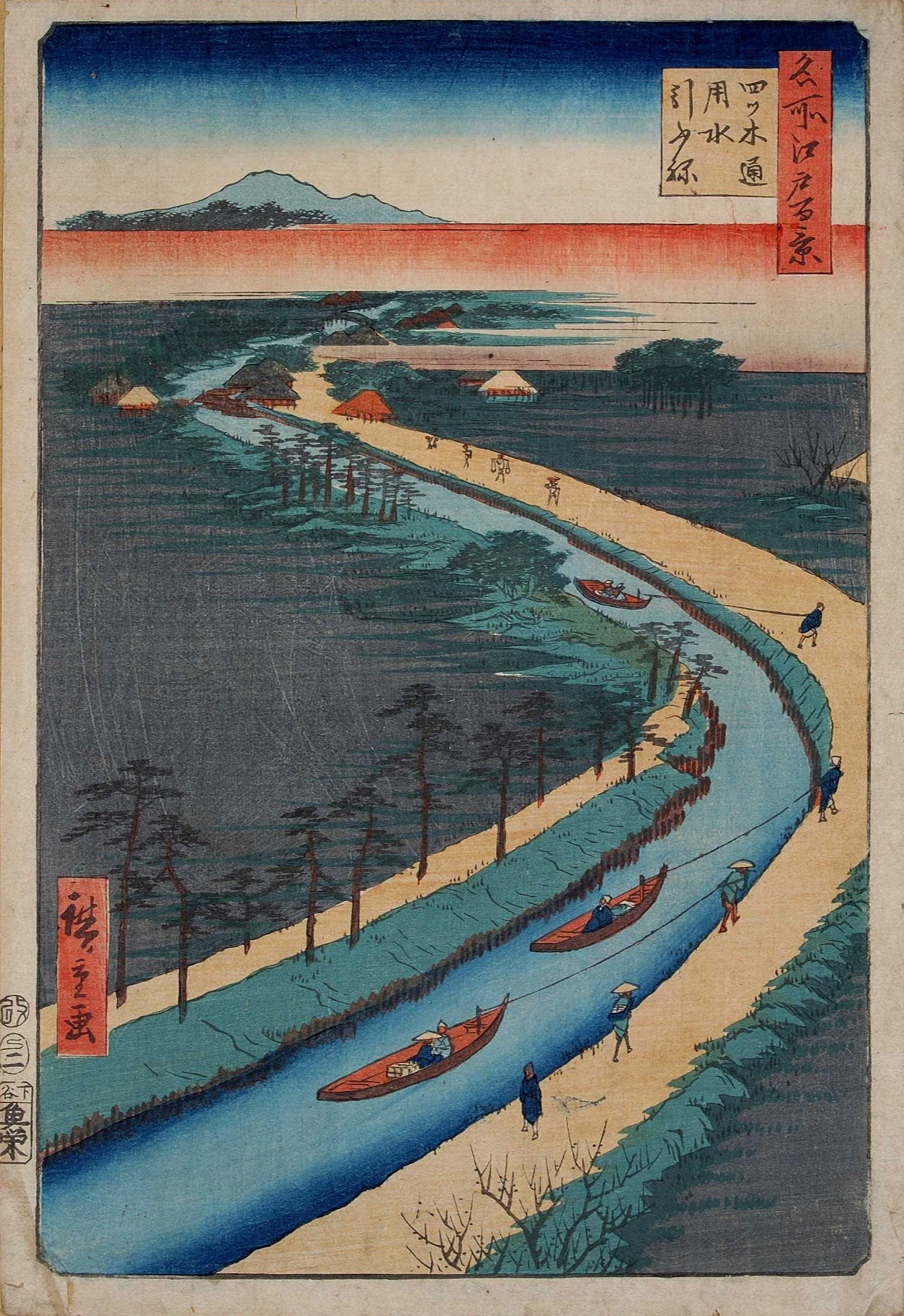
سحب المراكب على طول قناة يوتسوغي-دوري قناة من سلسلة رسومات هيروشيغه بعنوان «مئة مشهد شهير في إيدو». يظهر الرسم ممر سحب في ريف طوكيو.

ممر السحب هو طريق أو ممر يقع على ضفة نهر أو قناة أو أي ممر مائي داخلي آخر. الغرض من ممر السحب هو السماح لمركبة برية، أو حيوانات الأحمال، أو فريق من البشر بسحب قارب أو صندل في الغالب. كان أسلوب النقل هذا شائعاً حين يكون الإبحار غير عملي بسبب الأنفاق والجسور أو الرياح غير المواتية أو ضيق القناة.
بعد الثورة الصناعية، اندثر هذا الأسلوب عندما تم تركيب المحركات على القوارب، وعندما حل النقل بالسكك الحديدية محل طريقة السحب البطيئة هذه. منذ ذلك الحين، تم تحويل العديد من ممرات القطر أو السحب هذه إلى مسارات متعددة الاستخدامات. لا تزال تسمى ممرات السحب، على الرغم من أنها الآن لا تستخدم إلا نادراً لغرض سحب القوارب.

## تاريخها
استخدمت الأنهار في وقت مبكر للنقل المائي الداخلي، وكان بإمكان الصنادل استخدام الأشرعة للمساعدة في مرورها عندما تكون الرياح مواتية أو حين يكون النهر واسعاً كفايةً للاستدارة وتغيير الاتجاه، لكن ذلك لم يكن ممكناً في كثير من الحالات، لذا تم استخدام فرق من الرجال لسحب المراكب والصنادل.
ونظراً لكون ضفاف الأنهار أملاكاً خاصة في الغالب، حاولت فرق الرجال هذه السير بشكل ملاصق للنهر، لكن ذلك أيضاً لم يكن مرضياً لأصحاب الأراضي.
ولحل هذه المشكلة سرعان ما أنشئت شركات لمسارات أو ممرات السحب على الأنهار البريطانية مثل نهر سيفرن، وكان ذلك أواخر القرن الثامن عشر. قامت الشركات ببناء مسارات سحب على طول ضفاف النهر، وحسنت أربع شركات مساراً بطوله 24 ميل (39 كـم) بين بيودلي وكولبروكديل. ومع ذلك، لم تكن تلك الشركات تحظى بشعبية، لأنها فرضت رسوماً على استخدام الممرات، لتعويض التكلفة وتحقيق الربح، بعد أن كانت حركة المراكب مجانية في السابق.
مع ظهور القنوات الاصطناعية، تم تزويد معظمها بممرات سحب مناسبة للخيول.
تكون مسارات السحب أكثر ملاءمة عندما تكون على ضفة واحدة من القناة أو النهر، لكن ذلك لم يكن ممكناً دائماً، بسبب معارضة ماللكي الأراضي غالباً، ما يعني ضرورة نقل المسار إلى الضفة الأخرى. وكمثال تم تغيير مسار أو ممر السحب على قناة تشيسترفيلد إلى الضفة الجنوبية أثناء مروره عبر عزبة أوسبيرتون، حيث لم ترغب عائلة فولجامبس، التي عاشت في عزبة أوسبيرتون، في مرور القوارب بالقرب من مكان إقامتهم.
أدى ذلك إلى ظهور مشكلة نقل الحصان إلى الضفة الأخرى، وكانت إحدى حلول هذه المشكلة هي الجسور الحلزونية أو الجسور الدوارة، حيث يصعد الحصان على منحدر يصل لأعلى الجسر ثم يقطعه، وينزل إلى الضفة الثانية من النهر عبر منحدرٍ دائري يمر من تحت الجسر ليواصل طريقة بالاتجاه نفسه. وتكمن فائدة الجسر الحلزوني بأنه يغني عن ضرورة فصل حبل الجر عن الحصان أثناء الانتقال إلى الضفة الثانية.
وعندما يصل ممر السحب إلى هويس، كان يستخدم جسراً مقسماً إلى قسمين، بحيث لا يلزم أيضاً فصل الحصان، وإنما يمر الحبل عبر الشق الصغير بين نصفي الجسر.

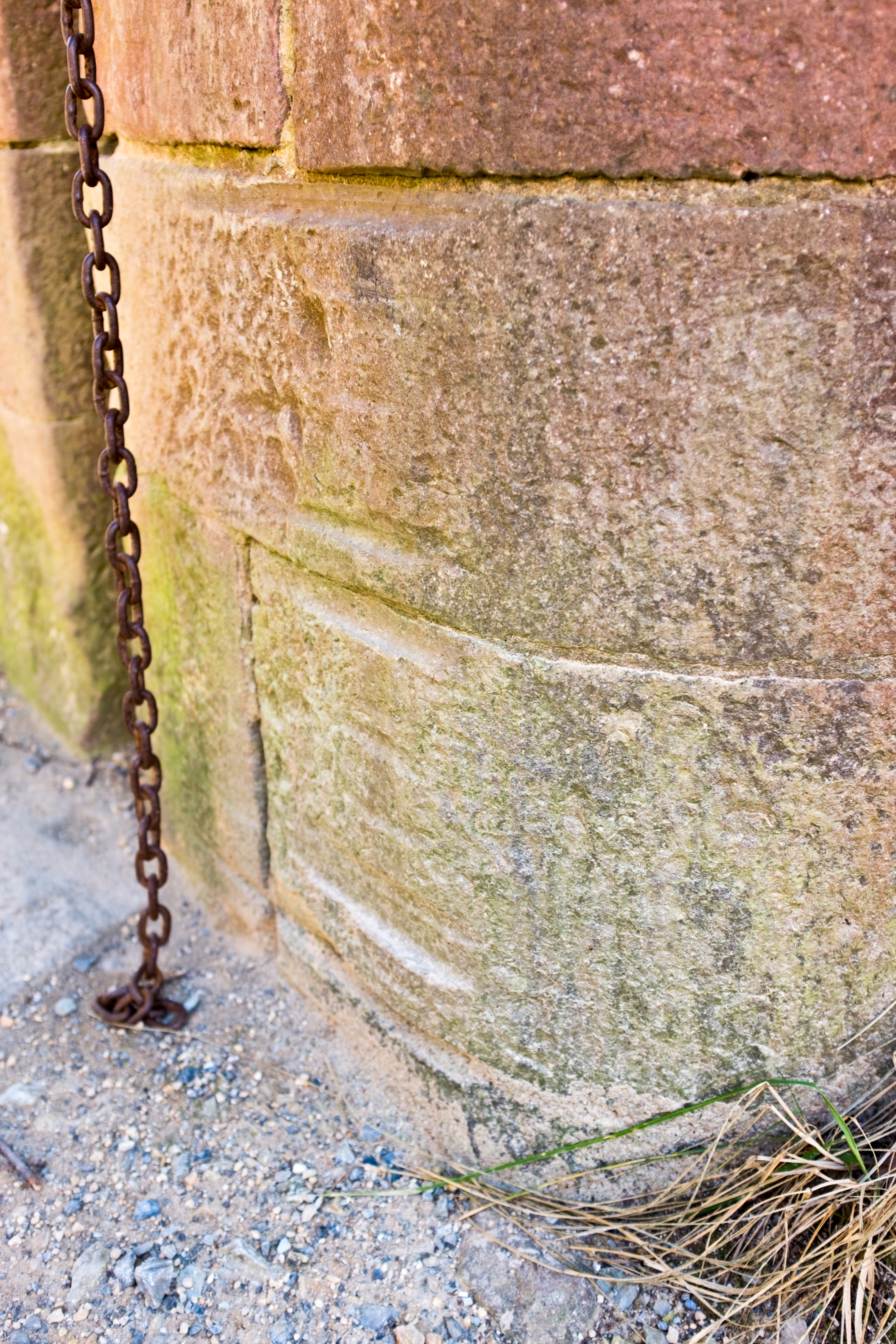
مثال على تآكل الجسر بسبب حبال السحب في قناة تشيسابيك وأوهايو

كانت إحدى مشكلات ممر السحب بالحصان الذي يمر تحت الجسر هي التآكل الذي يحدثه الحبل على قوس الجسر. نتج عن ذلك قطع أخاديد عميقة في هيكل الجسر، وفي كثير من الحالات، كان الهيكل محميًا بألواح من حديد الزهر، مثبتة على سطح القوس. وكانت تحدث بها أخاديد عميقة أيضاً، ولكن كان استبدالها أسهل من استبدال أحجار الجسر.
كان بناء الجسور مناسباً للقنوات الضيقة نسبياً، لكنه كان مكلفاً على الأنهار العريضة الصالحة للملاحة، وفي هذه الحالة كان كثيراً ما يتم استبدال الجسور بعبارات لنقل الأحصنة إلى الضفة الثانية. وحالياً يشكل هذا الحل صعوبة للمشاة الذين يقومون برحلة جذابة على ممرات السحب، حيث ينتقل الممر إلى الضفة الثانية دون وجود جسر، والعبارات بالطبع لم تعد موجودة.
لم تتم جميع عمليات جر القوارب والصنادل بالخيول، وفي عام 1888 أجريت تجربة على فرع ميدلويش لقناة شروبشير يونيون في تشيشير في بريطانيا.
بناءً على اقتراحات فرانسيس دبليو ويب، المهندس الميكانيكي لسكك حديد لندن والشمال الغربي تم وضع القضبان على طول 1 ميل (1.6 كـم) من ممر السحب بالقرب من ورليستون، وتم استخدام قاطرة بخارية صغيرة مستعارة من سكك حديد لندن لسحب القوارب. قامت القاطرة بسحب سلسلة من قاربين أو أربعة قوارب بسرعة تصل إلى 7 ميل في الساعة (11 كم/س) ، وتم أيضاً تجربة جر سلسلة من ثمانية قوارب. أنتج مهندس القناة تقريراً عن التكاليف المتوقعة لوضع القضبان على طول ممرات السحب، ولكن المشروع انتهى عند هذا الحد،  ذلك أن ظهور القوارب التي تعمل بالبخار والديزل قدم حلاً أبسط بكثير.

## الاستخدام الحديث
تحظى ممرات السحب بشعبية بين راكبي الدراجات والمشاة والفرسان. كما تحظى بشعبية في الولايات المتحدة خلال فصول الشتاء المثلجة، من قبل ممارسي التزلج الريفي ومستخدمي عربات الثلج.

### بريطانيا

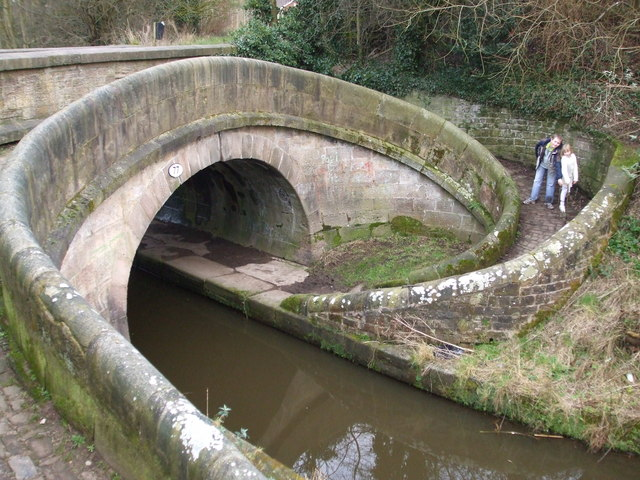
صورة توضيحية للجسر الحلزوني

تم بناء وامتلاك وتشغيل معظم القنوات البريطانية من قبل شركات خاصة، واعتبرت ممرات السحب أملاكاً خاصة، لصالح المستخدمين الشرعيين للقناة. لم يؤدِ تأميم نظام الأقنية عام 1948 إلى أن تصبح ممرات السحب أملاكاً عاماً مباشرةً. كما أن تشاريع لاحقة، مثل قانون النقل لعام 1968، الذي حدد التزام الحكومة بصيانة الممرات المائية الداخلية، بحيث أصبحت مسؤولة عنها، لم يتضمن أي التزام بمنح العامة حق استخدام ممرات السحب،  ومع ذلك، فقد بدأت مصلحة الممرات المائية البريطانية في تخفيف القوانين التي تنص على ضرورة الحصول على تصريح للوصول إلى ممرات السحب، وبدأت في تشجيع استخدام تلك الممرات من قبل المشاة والصيادين، وحتى راكبي الدرجات في بعض المناطق. أدى التزايد المطرد للاستخدام الترفيهي للقنوات وتراجع حركة المرور التجارية، إلى قبول عام بأن ممرات السحب يجب أن تكون مفتوحة للجميع، وليس فقط لمستخدمي القوارب.

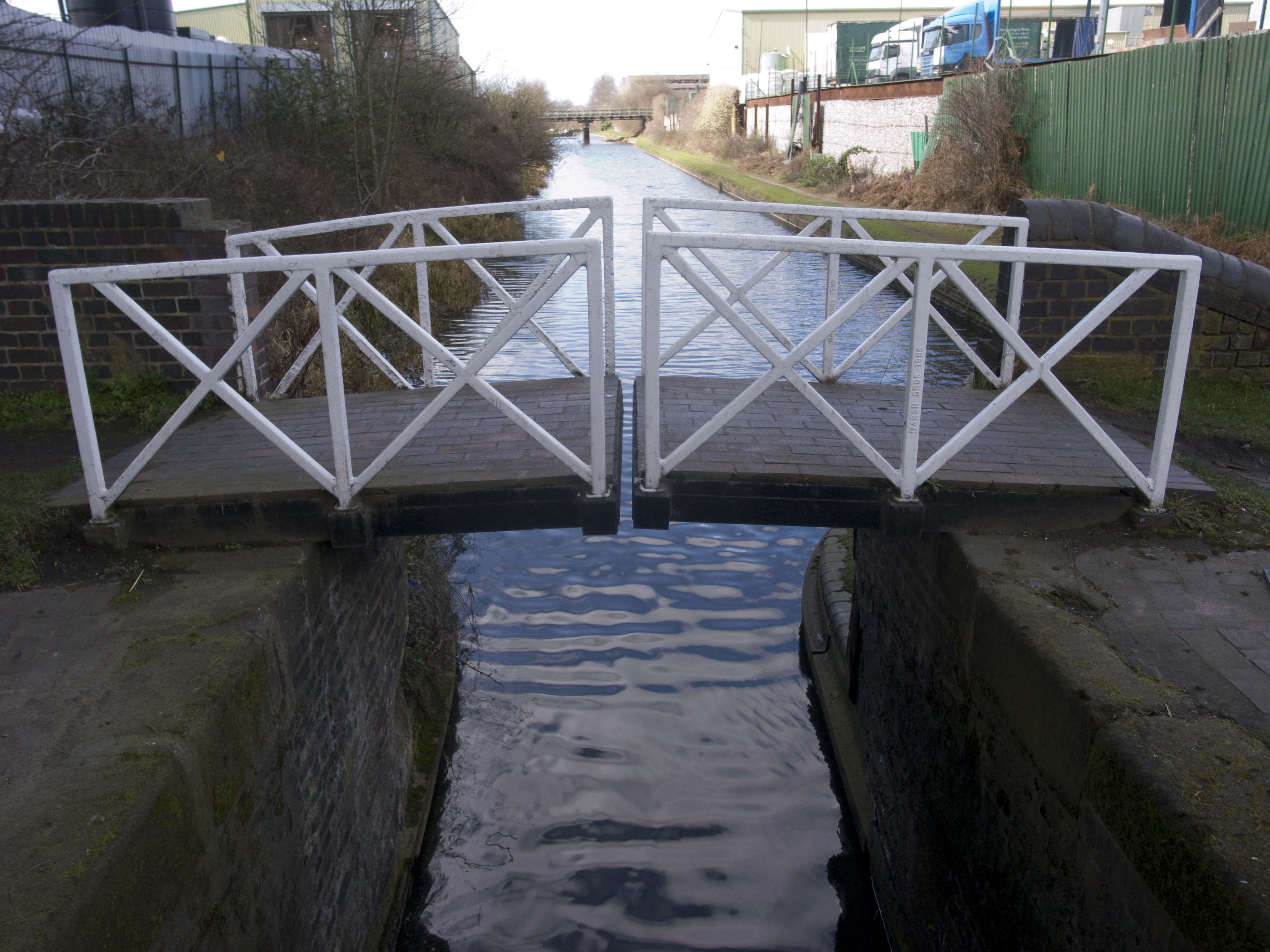
مثال على الجسر المنقسم الذي يستخدم عند الهويس

تم الآن تكريس مفهوم الوصول المجاني إلى ممرات السحب في التشريع الذي نقل المسؤولية عن القنوات الإنجليزية والويلزية من الممرات المائية البريطانية إلى منظمة غير حكومية تدعى «كانال أند ريفر تراست» Canal &amp; River Trust عام 2012. لم تعد هذه المنظمة تطالب راكبي الدرجات بالحصول على تصاريح. ومع ذلك، ليست كل ممرات السحب مناسبة للاستخدام من قبل راكبي الدراجات، ويمكن أن تنشأ صراعات بين مجموعات المستخدمين المختلفة، ما أدى إلى خروج حملات مثل «ابق لطيفاً» Stay Kind و«خفف سرعتك» Slow Down. تم دمج أجزاء من بعض ممرات السحب في شبكة طرق الدرجات الوطنية، وفي معظم الحالات أدى ذلك إلى تحسين سطح تلك الممرات.